# 若昂·贝尔纳多·德米兰达
若昂·贝尔纳多·德米兰达（葡萄牙語：João Bernardo de Miranda，1952年7月18日—），安哥拉政治人物，前外交部长。

## 生平
1952年生于本戈省丹代。早年任职于国家广播电台。1975年加入安哥拉人民解放运动。1981年任《安哥拉报》社长。1990年至1991年，任安哥拉新闻部副部长。1991年至1998年，任外交部副部长。1999年1月至2008年10月，任外交部长。2004年5月26日至30日对中华人民共和国进行正式访问。2009年10月30日当选安哥拉人民解放运动本戈省委员会第一书记。2018年2月起，任驻法国大使。
他是安哥拉人民解放运动中央委员会委员（1998年起），政治局委员（1999年－2018年）。